# Millennium Force
A Millennium Force egy 94 méter magas acél hullámvasút az ohiói Cedar Point vidámparkban Sanduskyban. A hullámvasutat 2000. május 13-án nyitották meg, építője az Intamin AG.
A hullámvasút 2000-ben épült, akkor a világ legmagasabb hullámvasútja volt, nem sokkal később azonban megelőzte a 97 méteres Steel Dragon 2000, majd 2003-ban a 130 méter magas Top Thrill Dragster és 2005-ben a 139 méteres Kingda Ka is. Észak-Amerikában a Millennium Force a második leghosszabb hullámvasút a szintén ohiói Kings Island vidámpark 2243 m hosszú The Beast nevű hullámvasútja mögött.
A Millennium Force 2001 óta öt alkalommal kapta meg az Amusement Today Golden Ticket-díját, és sosem volt a másodiknál rosszabb helyre rangsorolva a legjobb hullámvasutak listáján. Az első helyezést a új-angliai Six Flags vidámpark Bizarro nevű hullámvasútja hódította el tőle legtöbbször.

## Helyezései
A Millennium Force megnyitása óta a legjobb hullámvasutak között maradt, előkelő helyezéseket és számos díjat nyert a hullámvasutakkal kapcsolatos felmérésekben:
| Hely | 2 | 1 | 1 | 2 | 1 | 1 | 2 | 2 | 2 | 2 | 1 |

| Hely | n/a | 2 | 2 | 1 | 3 | 2 | 3 | 4 | 12 | 10 |

| Hely | 1 | 1 | 1 | 1 | 1 |